# موچیا
موچیا (به ایتالیایی: Muccia) یک کومونه در ایتالیا است که در استان ماچه‌راتا واقع شده‌است.

## خصوصیات
موچیا ۲۵٫۶ کیلومترمربع مساحت و ۹۲۵ نفر جمعیت دارد.